# Lettres mystérieuses
Les lettres mystérieuses (en arabe :  حُرُوف مُقَطَّعَات ḥurūf muqaṭṭa`āt) ou « lettres isolées » ou « lettres séparées » sont des lettres isolées qui apparaissent au début de 29 sourates du Coran juste après la basmala. Ces groupes de lettres ne sont pas connectées les unes aux autres, mais lues comme des lettres individuelles de l'alphabet. On les appelle aussi « les ouvertures des sourates » (fawātiḥ as-suwar) ou « la première des sourates » (awāʾil as-suwar). Pendant plus de 14 siècles, ces lettres ont « étonné et fasciné les érudits musulmans », de sorte qu'il n'existe aucun consensus quant à leurs interprétations, qui semblent tardives et illustrer la perte de transmission de la mémoire entre les rédacteurs du Coran et les premiers exégétes.
Du point de vue des études islamologiques, les auteurs sont en désaccord quant au sens et au rôle de ces lettres. Certains défendent qu'elles sont des abréviations de formules pieuses, datant de l'époque de Mahomet, renvoyant en particulier à des psaumes. D'autres voient dans ces lettres un moyen d'ordonner le Coran lors de la mise par écrit

## Exemples de lettres séparées
29 sourates du Coran actuel commencent par des lettres isolées. Lors de la récitation du Coran, les musulmans les lisent comme les lettres de l'alphabet. L'édition du Caire les considère parfois comme des versets séparés mais les colle parfois aussi au premier verset. Voici des exemples de lettres séparées qui se trouvent au début des sourates :
1. Alif Lām Mīm - Sourates Al-Baqara, Āl ʿImrān, Al-ʿAnkabūt, Ar-Rum, Luqman, As-Sajda, etc.
2. Alif Lām Rāʾ - Sourates Yunus, Hud, etc.
3. Alif Lām Mīm Rāʾ - Sourate Ar-Ra'd
4. Kāf Hāʾ Yāʾ Ain Ṣād - Sourate Maryam
5. Yāʾ Sīn - Sourate Ya-Sin
6. Ḥāʾ Mīm - Sourate Fussilat, etc.

14 des 28 lettres arabes apparaissent comme des lettres mystérieuses, individuellement ou en combinaison avec deux, trois ou quatre autres lettres. Ceux-ci sont  Alif, ha, Ra', SiN, Ṣād, ṭā', 'Ain, qaf, kaf, Lam, Mim, nūn, yā'. Néanmoins, l'écriture arabe archaïque ne différenciant pas certaines lettres, toutes les formes consonantiques du VIIe siècle sont représentées dans ces lettres isolées.
Les combinaisons les plus courantes sont  alif lām mīm au début des sourates 2, 3, 29, 30, 31 et 32, et alif lām rāʾ au début des sourates 10, 11, 12, 14 et 15. Il existe 14 combinaisons différentes.
| Numéro du Tableau | Sourate     | Ordre Sourate | Muqattaʿāt                  | Ayah complète |
| ----------------- | ----------- | ------------- | --------------------------- | ------------- |
| 1                 | Al-Baqara   | 2             | ʾAlif Lām Mīm الٓمٓ           | Oui           |
| 2                 | Al-Imran    | 3             | ʾAlif Lām Mīm الٓمٓ           | Oui           |
| 3                 | Al-A'raf    | 7             | ʾAlif Lām Mīm Ṣād الٓمٓصٓ      | Oui           |
| 4                 | Yūnus       | 10            | ʾAlif Lām Rā الٓر            | Non           |
| 5                 | Hūd         | 11            | ʾAlif Lām Rā الٓر            | Non           |
| 6                 | Yūsuf       | 12            | ʾAlif Lām Rā الٓر            | Non           |
| 7                 | Ar-Ra'd     | 13            | ʾAlif Lām Mīm Rā الٓمٓر       | Non           |
| 8                 | Ibrāhīm     | 14            | ʾAlif Lām Rā الٓر            | Non           |
| 9                 | Al-Ḥijr     | 15            | ʾAlif Lām Rā الٓر            | Non           |
| 10                | Maryam      | 19            | Kāf Hā Yā ʿAin Ṣād كٓهيعٓصٓ    | Oui           |
| 11                | Ta-Ha       | 20            | Ṭā Hā طه                    | Oui           |
| 12                | Ach-Chu'ara | 26            | Ṭā Sīn Mīm طسٓمٓ              | Oui           |
| 13                | An-Naml     | 27            | Ṭā Sīn طسٓ                   | Non           |
| 14                | Al-Qasas    | 28            | Ṭā Sīn Mīm طسٓمٓ              | Oui           |
| 15                | Al-'Ankabut | 29            | ʾAlif Lām Mīm الٓمٓ           | Oui           |
| 16                | Ar-Rum      | 30            | ʾAlif Lām Mīm الٓمٓ           | Oui           |
| 17                | Luqmān      | 31            | ʾAlif Lām Mīm الٓمٓ           | Oui           |
| 18                | As-Sajda    | 32            | ʾAlif Lām Mīm الٓمٓ           | Oui           |
| 19                | Ya Sin      | 36            | Yā Sīn يسٓ                   | Oui           |
| 20                | Ṣād         | 38            | Ṣād صٓ                       | Non           |
| 21                | Al-Ghafir   | 40            | Ḥā Mīm حمٓ                   | Oui           |
| 22                | Fussilat    | 41            | Ḥā Mīm حمٓ                   | Oui           |
| 23                | Ash-Shura   | 42            | Ḥā Mīm; ʿAin Sīn Qāf حمٓ عٓسٓقٓ | Oui, 2        |
| 24                | Az-Zukhruf  | 43            | Ḥā Mīm حمٓ                   | Oui           |
| 25                | Ad-Dukhan   | 44            | Ḥā Mīm حمٓ                   | Oui           |
| 26                | Al-Jathiya  | 45            | Ḥā Mīm حمٓ                   | Oui           |
| 27                | Al-Ahqaf    | 46            | Ḥā Mīm حمٓ                   | Oui           |
| 28                | Qāf         | 50            | Qāf قٓ                       | Non           |
| 29                | Al-Qalam    | 68            | Nūn نٓ                       | Non           |

## Interprétations dans la tradition islamique
Le sens de ces lettres isolées semble avoir été oublié très vite par les penseurs musulmans. En effet, des hadiths associés à Ibn Abbas, (VIIe siècle) et auteurs anciens montrent des interprétations divergentes de ces passages. Pour De Smet, il s'agit, en outre, d'interprétations « manifestement arbitraires ». Celles-ci seront néanmoins reprises par la suite. L'interprétation la plus courante est que ces lettres sont des abréviations d'autres mots. Pour Reynolds, les commentaires traditionnels montrent une perte de transmission de la mémoire de la signification de ces lettres et font preuve de « confusion et spéculation créative ». Ainsi, pour l'auteur, « il me semble peu probable, c'est le moins qu'on puisse dire, que les mufassirun soient des conservateurs fiables d'une chaîne ininterrompue d'interprétations coraniques, ou qu'ils se souviennent parfaitement de l'heure, du lieu et de la raison pour lesquels des versets individuels ont été révélés, et pourtant en même temps ne parviennent pas du tout à comprendre ces lettres ».
Pour certaines de ces traditions, il s'agit d'abréviations de noms divins ou de formules liées à la divinité. Ainsi, Yāʾ Sīn signifierait « ô maître des envoyés » (yâ sayyid al-mursilîn). De son côté, Alif Lām Mīm serait, à la fois, une abréviation du nom al-Rahman et de plusieurs formules dédiées à Allah, comme « Je suis Allah le Très-Savant »). Pour Suyuti, elle servait à Mahomet pour capter l'attention de l'assemblée à qui il énonçait le Coran.
Pour d'autres traditions, il s'agit de marques de séparation de sourate ou à des fins mnémotechniques. « Dès lors, des exégètes musulmans ont envisagé la possibilité que les lettres ne fassent pas partie de la Révélation mais aient été ajoutées postérieurement, au même titre que la basmala, par le Prophète ou les rédacteurs du Coran. »
Enfin, une dernière interprétation serait de voir dans ces lettres une référence à l'archétype céleste du Coran, la « Mère du Livre ». Elles sont, pour les courants spirituels de l'islam, une forme cachée de réalité inaccessible. Dans ces courants, ces lettres ont fait l'objet de nombreuses interprétations et une « science des lettres » a été mise en place. C'est, en particulier, le cas dans le monde chiite.
Pour Muqatil b. Suleyman (VIIIe siècle), ces versets appartiennent à la catégorie des « versets équivoques », dont la signification n'est connue que de Dieu seul. Pour cet auteur, il faut se méfier de donner une signification à ces lettres. Elles ont fait l'objet d'un usage important dans la magie-sorcellerie orientale, en particulier, en lien avec leur dimension numérologique. On les retrouve dans la confection de talismans comme dans les textes d'al-Buni « encore actuellement très en vogue dans certains milieux populaires ».
Une interprétation récente de ces lettres est de voir dans le Coran un code mathématique basé sur le nombre 19, ces attestations étant pour ces musulmans (comme Rashad Khalifa, un biochimiste américano-égyptien) une preuve de son inimitabilité. Néanmoins, « certaines de ces découvertes, bien qu'intéressantes, semblent quelque peu artificielles ». Cette théorie ne fait pas consensus chez les croyants et est considérée de manière critique dans la littérature scientifique.

## Pour la recherche islamologique
Ces « lettres mystérieuses » ont interrogé les orientalistes puis les islamologues depuis le XIXe siècle. Comme les auteurs musulmans, ceux-ci se sont interrogés sur l'appartenance de ces lettres au premier texte coranique et certains y voient un ajout postérieur. Les islamologues se sont interrogés sur le sens de ces lettres mais aussi sur leur intégration au Coran. Deux groupes principaux se sont ainsi créés, le premier défend que ces lettres sont des abréviations comme indépendantes du texte coranique mais datant de l'époque de Mahomet, le second groupe voit dans ces lettres un moyen d'ordonner le Coran lors de la mise par écrit.
Aucun consensus n'existe à l'heure actuelle sur l'interprétation de ces signes.

### Approches anciennes
Certains orientalistes comme Welch voient les lettres comme des symboles de l'alphabet arabe pour marquer une rime. Pour Loth, ces lettres se trouvent surtout dans les sourates de la période pendant laquelle Mahomet était encore proche du judaïsme. L'auteur y voit des signes cabalistiques en lien avec la sourate en question. Goosens y voyait l'abréviation d'anciens titres de sourate. Bellamy y voyait une abréviation de la basmala avant que celle-ci ne soit rajoutée par les scribes dans le Coran. À propos de Alif-Lam-Mim, Luxenberg propose qu'il s'agisse de l'abréviation de « le Seigneur m'a dit ». Solution peu probable pour Van Reeth, celui-ci souligne que celle de De Smet est « la plus plausible ».
D'autres pensent que ces lettres ont joué un rôle dans l'édition et la compilation du texte du Coran. Nöldeke et Hirschfeld ont pris les lettres pour les noms des propriétaires des divers manuscrits coraniques de l'environnement de Mahomet, kāf pour Abū Bakr, ʿain pour Aischa,. Dans sa thèse, Massey a avancé la théorie selon laquelle il existe un ordre dans les lettres : mīm ne suit jamais sīn, lām ne vient jamais avant alif, etc. À l'aide d'études statistiques, il est arrivé à la conclusion que l'arrangement aléatoire était statistiquement improbable (« improbabilité statistique ») et a ajouté, cependant, que les statistiques ne calculent que des probabilités et non des faits (« Les statistiques ne peuvent calculer que des probabilités, pas des réalités »). Bien que Massey admette que l'arrangement des lettres séparées devant la sourate 42 contredit sa théorie, après avoir considéré les deux scénarios, il voit des preuves qui soutiennent la théorie de Nöldeke et Hirschfeld.
Pour De Smet, « ces théories, les unes les plus hardies que les autres, pèchent toutes par un certain degré d'arbitraire et un manque de cohérence, auquel les auteurs essaient de remédier par des raisonnements ingénieux... »

### Approches récentes
Pour De Smet, reprenant l'avis de Sfar, ces lettres isolées pourraient être une marque de notation des premiers recueils partiels du Coran selon un principe employé dans les manuscrits syriaques. Lors de la composition du Coran, cette technique aurait été oubliée et ces lettres intégrés à la Révélation coranique, probablement même avant l'insertion de la basmala en début de sourate. Pour l'auteur « l'histoire nébuleuse de la rédaction de la vulgate actuelle du Coran » doit être la clef de compréhension de ces lettres. De même, Reynolds considère que ces lettres « jouent un rôle important dans l'organisation du Coran ». Ainsi, il remarque que les sourates ayant les mêmes lettres isolées sont regroupées même lorsque cela brise l'ordre attendu des sourates par taille.
Grâce à la lecture syro-araméenne du Coran développée par lui, le chercheur coranique Christoph Luxenberg est arrivé à la conclusion que ces lettres étaient, à l'origine, des abréviations en syro-araméen. Ces lettres renverraient à des psaumes, comme cela se fait dans les manuscrits syriaques. Cette solution paraît à Van Reeth plausible mais trop compliquée et plausible à Dye. Pour Neuenkirchen, la solution de Luxenberg est « sans doute la plus convaincante, ». Devin J. Stewart soutient que les lettres font partie intégrante du texte et établissent une rime et un rythme, de la même manière que des chants de rimes tels que « abracadabra » destiné à introduire des sorts, des charmes ou quelque chose lié au surnaturel.